# Heterothera
Heterothera is een geslacht van vlinders van de familie spanners (Geometridae), uit de onderfamilie Larentiinae.

## Soorten
- H. postalbida Wileman, 1911
- H. scrorcula Bastelberger, 1909
- H. serraria (Lienig, 1846)
- H. taigana (Djakonov, 1926)